# Dartacerta (propriedade)
Dastacerta (em armênio: դաստակերտ; romaniz.: dastakert; em persa médio: dastagird; em parta: *dast-kirt), nas línguas indo-iranianas, é um termo para "posse, propriedade". Derivou do persa antigo dastacarta (dastakarta-) e detinha o sentido original de "feito à mão". Nos Feitos do Divino Sapor (século III), onde foi citado várias vezes, aparece com o sentido de "propriedade, posse" e como um termo honorífico para designar "criatura, posse do rei ou dos deuses". O termo foi eventualmente incorporado no armênio, como registrado por Fausto, o Bizantino, com o sentido de "propriedade [rural]", embora possa ser interpretado em ao menos uma ocorrência como "concessão, fundação". Com base em Fausto, apreende-se que, no Império Sassânida, designava uma "propriedade real", mas no Reino da Armênia também englobava as propriedades detidas pela nobreza (nacarares), reforçando o aspecto autônomo dos domínios dos nobres, mesmo quando fossem concessões régias.